# Răcăuți
Răcăuți – wieś w Rumunii, w okręgu Bacău, w gminie Buciumi. W 2011 roku liczyła 1546 mieszkańców.